# Dreiländerhalle

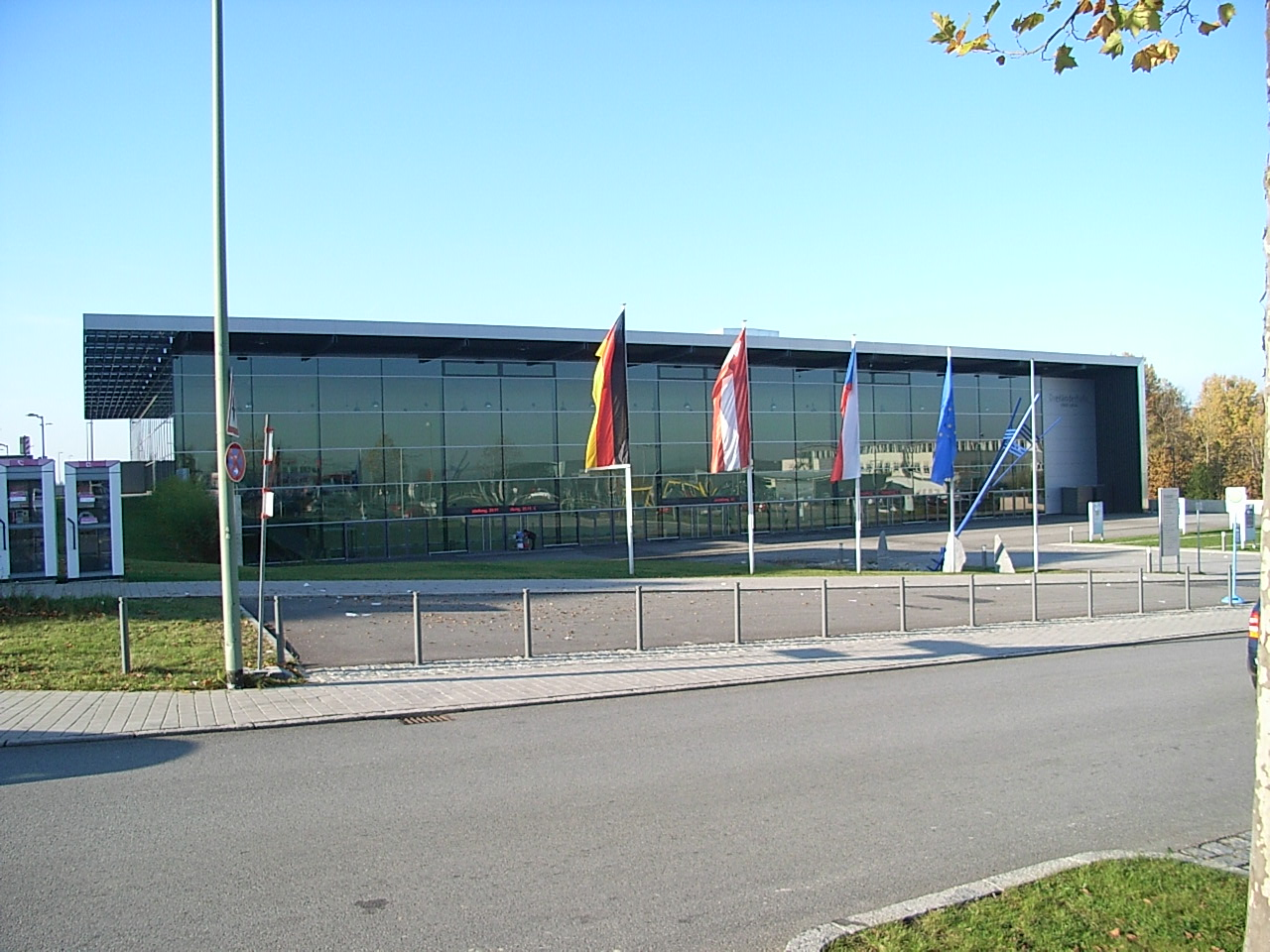
Die Dreiländerhalle

Die Dreiländerhalle ist eine Mehrzweck-Veranstaltungshalle in Passau, Ortsteil Kohlbruck. Sie verfügt laut Betreiber über 4.500 m² Nutzfläche, 3.600 Sitz- oder bis zu 7.000 Stehplätze. Der Name bezieht sich auf das knapp 40 Kilometer von Passau entfernte Dreiländereck mit Österreich und Tschechien.

## Geschichte
Im Zuge der Auflösung der örtlichen Ritter-von-Scheuring-Kaserne im Jahr 1993 kaufte die Stadt Passau das komplette Areal von der Bundeswehr. Auf dieser Fläche wurde die 1.250 m² große X-Point-Halle, die Dreiländerhalle, ein Schwimmbad, ein Parkhaus sowie eine Eishalle errichtet.
Als Bauherr zeichnete die „Passau Event Gesellschaft mbH“ verantwortlich. Die Dreiländerhalle wurde von dem Architekturbüro sdks aus Darmstadt entworfen; maßgeblich waren dabei die Architekten Michael Sonek, Michael Dummert, Thomas Kirschner und Christian Stotz beteiligt. Für die Landschaftsgestaltung konnte die Passauer Landschaftsarchitektin Barbara Franz gewonnen werden.
Der Großteil der Baukosten kam aus der EU-Gemeinschaftsinitiative INTERREG III/A mit den Programmen für „Bayern-Tschechien“ und „Bayern-Österreich“. Die Halle wurde zum Jahreswechsel 2003/2004 in Betrieb genommen.

## Nutzung
In dieser Halle sowie auf dem angrenzenden Areal werden Messen, kulturelle Veranstaltungen sowie Volksfeste ausgetragen.
Die deutschlandweit bekannteste Veranstaltung in dieser Halle dürfte daneben der Politische Aschermittwoch der CSU, der dort alljährlich stattfindet, sein. Unter anderem in dieser Hinsicht ist die Dreiländerhalle Nachfolgerin der Passauer Nibelungenhalle, die im Frühjahr 2004 abgerissen wurde, um Platz für neue Entwicklungen im Stadtzentrum, die sogenannte „Passauer Neue Mitte“, zu schaffen.
Bis 2007 führte die Dreiländerhalle den Namenszusatz Streif-Arena. Dieser wurde jedoch von der Bevölkerung fast gänzlich ignoriert, fand sogar in den Medien äußerst selten Erwähnung und eigentlich nur von den Betreibern selbst verwendet. Daher beschloss man mit Wirkung zum Januar 2007 die Streichung dieses Namenszusatzes.